# Raúl Villarreal
Raúl Vicente Villarreal (ur. 29 października 1909, zm. ?) – argentyński bokser, medalista olimpijski.
Zdobył brązowy medal olimpijski na Igrzyskach Olimpijskich w Berlinie (1936) roku w kategorii średniej; jego przeciwnikiem w walce o brąz miał być Polak Henryk Chmielewski, który jednak odczuwał jeszcze skutki poprzednich pojedynków i nie przystąpił do rywalizacji.